# 김경렬
김경렬(1974년 5월 15일 ~ )은 대한민국의 축구 선수이며, 포지션은 윙어이다.